# ارم لوند
ارم لوند (استونیایی: Erm Lund; ۷ فوریهٔ ۱۹۱۴ – ۲۲ ژانویهٔ ۲۰۰۳) وزنه‌بردار اهل استونی بود. وی در بازی‌های المپیک تابستانی ۱۹۳۶ شرکت کرده‌است.